# Wissenschaftliche Ergebnisse der Mars Exploration Rover Mission
Die beiden Mars Rover Spirit und Opportunity fanden während ihrer langen Missionsdauer etliche Hinweise auf das ehemalige Vorhandensein von Wasser auf dem Mars (Planet). Einige Entdeckungen konnten bereits von Marsorbitern vorbereitet werden, während andere erst durch die Analyse der Gesteine vor Ort möglich wurden. Spirit erforschte während seiner Missionszeit im Gusev-Krater einen Hügel und ein ehemaliges vulkanisches Plateau namens „Home Plate“. Opportunity fand in der Meridiani-Ebene unterschiedliche Hinweise auf eine ehemals nasse Umgebung der Marsoberfläche.
Die beiden Landeorte (Gusev-Krater und Meridiani-Ebene) wurden deshalb ausgesucht, weil sich bereits aus dem Orbit Hinweise ergeben hatten, dass dort Wasser eine Rolle gespielt haben muss. Die Instrumentierung der Rover mit zwei Spektrometern (Alphapartikel-Röntgenspektrometer und Mößbauer-Spektrometer), der „Panoramic Camera“ mit unterschiedlichen Filtern und dem „Mini-TES“ war dazu ausgelegt, die gefundenen Gesteine nach mineralogischen Gesichtspunkten zu analysieren.

## Wasser und Salze
Salze sind die Produkte einer Reaktion von Säuren mit einer Base (oder Alkali). Das Ergebnis ist eine neutrale Substanz und normalerweise Wasser. Die chemischen Reaktionen, die Salze erzeugen, setzen voraus, dass die beiden Komponenten in einer wässrigen Lösung zusammenkommen. Spirit und Opportunity entdeckten, dass Salze häufig auf dem Mars zu finden sind.
Spirit fuhr sich gegen Ende seiner Mission am Hang des Plateaus „Home Plate“ in einem mit Sand befüllten Krater fest. Als versucht wurde, den festgefahrenen Rover aus dem Sand zu befreien, wurde der Boden teilweise umgegraben. Die Fahrversuche förderten dabei hellen Boden um das linke Vorderrad zu Tage. Diese Stelle wurde „Ulysses“ genannt. Zum Vorschein kamen Sulfate, die knapp unter der Oberfläche begraben waren. Durch die Kombination der Messungen des Mößbauer-Spektrometers, des APX-Spektrometers und den Daten der PanCam konnte eine in sich konsistente Schlussfolgerung gezogen werden, dass Ulysses moderat hydrierte Eisensulfate enthält. Diese Sulfate könnten durch eine vulkanische Dampfquelle entstanden sein.
Der dünne, verkrustete Boden unterhalb der Oberfläche, die am östlichen Rand von Ulysses zu Tage trat, ist mit Hämatit und Eisensulfaten angereichert. Die wahrscheinlichste Erklärung für das Auftreten von Eisensulfaten und basaltischem Sand innerhalb des Kraters ist, dass diese Mineralien von anderen Orten hierher geweht wurden und sich als Windablagerungen angesammelt haben.
Dann könnte episodisch neutrales bis leicht saures Wasser in den Böden in den Tälern um die Home Plate herum aufgetreten sein. Eine wasserhaltige Lösung könnte unter die Oberfläche gesickert und eisensulfathaltige Schichten nur wenige Zentimeter unterhalb der Oberfläche hinterlassen haben. Die sulfatreichen Ablagerungen und die verkrusteten Böden folgen der Topographie, dies gibt einen Hinweis auf die zeitliche Abfolge der Ablagerungen. Es kann auch die Schlussfolgerung gezogen werden, dass Frostbildung und Schnee die hierzu notwendige Wassermenge lieferte (z. B. während einer Zeit, als die Marsachse eine höhere Neigung aufwies als heute).

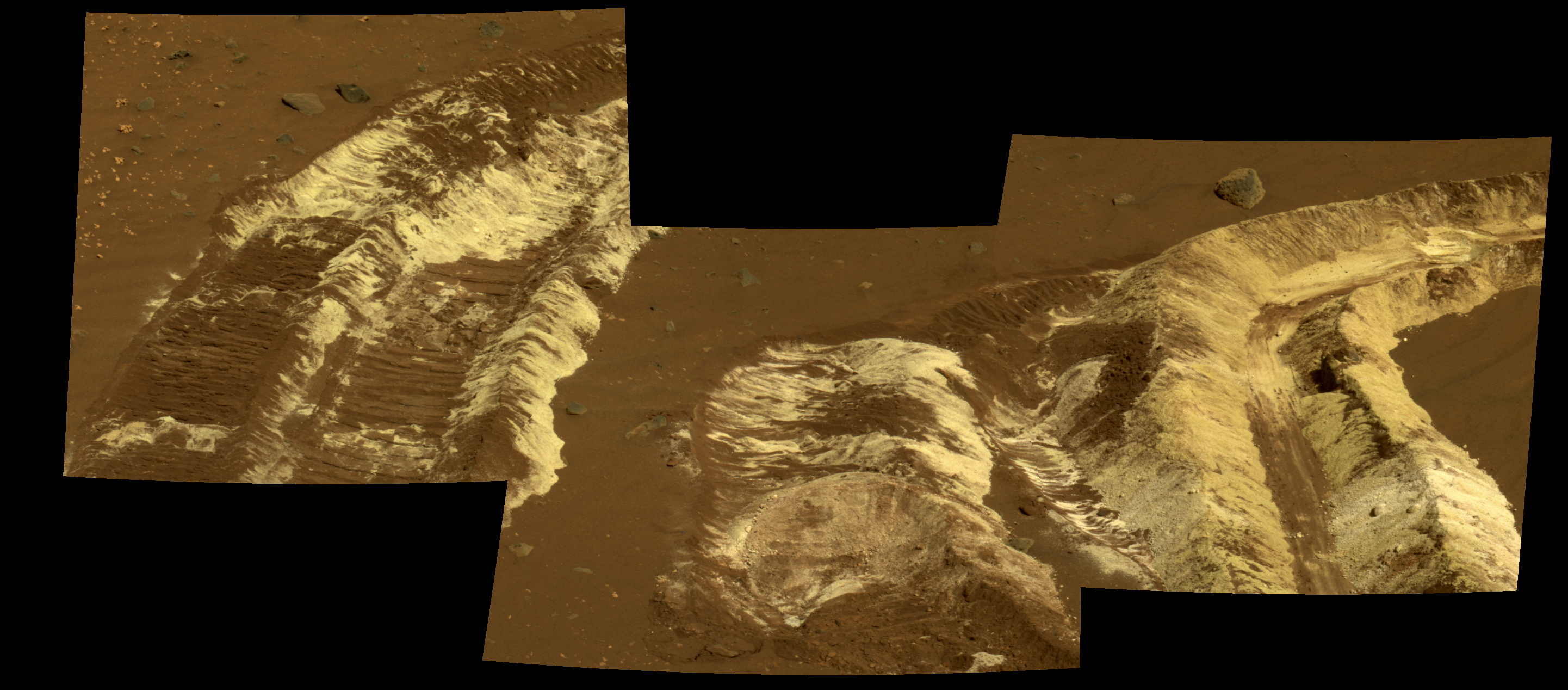
Während Spirit auf die nordwestliche Flanke des „McCool Hills“ zufuhr, grub der Rover hier durch ein festsitzendes Rad hellen, sulfathaltigen Boden aus

Spirit hatte mit seinem blockierten Rad während einer Fahrt östlich der Home Plate, im sogenannten Eastern Valley, am Sol 1148 den Boden teilweise umgegraben. Zum Vorschein kam an diesem Ort, der „Gertrude Weise“ benannt wurde, eine weiße Substanz.
Infrarotspektren dieser Substanz, die mit dem Mini-TES aufgenommen wurden, zeigten eine Signatur, die typisch für feinkörnig-granuläres, relativ reines amorphes, wasserhaltiges Siliziumdioxid (Opal) ist. Als wahrscheinlichstes Szenario für die Entstehung dieses Materials wird die Ablaugung eines basaltischen Gesteins durch heiße schwefelsaure wässrige Lösungen vulkanischen Ursprunges angenommen, in deren Folge sich das unter diesen Bedingungen schwerlösliche Siliziumdioxid lokal anreicherte. Solche Bildungen sind von der Erde aus der Umgebung von Fumarolen auf Hawaii bekannt.
Die Entdeckung derartiger Vorkommen liefert sowohl ein Indiz für die einstige Anwesenheit flüssigen Wassers auf dem Mars als auch Hinweise darauf, dass dort lebensfreundliche Bedingungen für schwefelliebende Mikroorganismen bestanden haben könnten, wie es sie an heißen Quellen auf der Erde gibt. Zudem könnten Fossilbelege für solche Mikroben in den siliziumdioxidreichen Materialien enthalten sein, weshalb sie als bevorzugte Kandidaten für die Probenentnahme bei Missionen, im Rahmen derer Marsgestein zur Erde gebracht werden soll, vorgeschlagen wurden.

## Blueberries: Mineralien, die sich in säurehaltigem Wasser bildeten

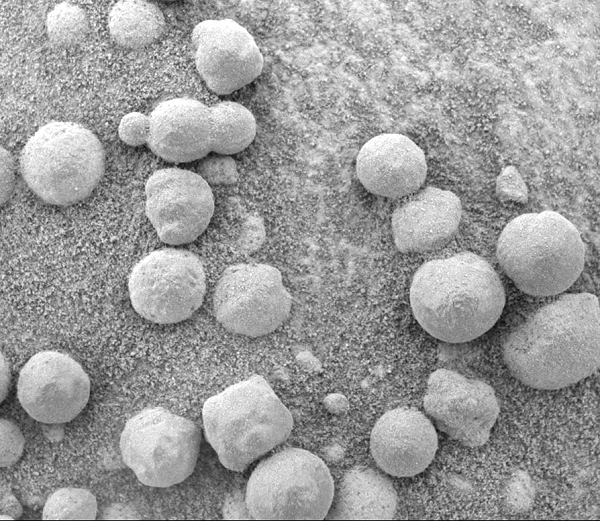
„Blueberries“ in einem Aufschluss im Eagle Krater

In Meridiani Planum, in dem Opportunity landete, wurden bald kleine Kügelchen entdeckt, die den Spitznamen „Blueberries“ (Blaubeeren) bekamen. Diese waren teilweise lose über die Oberfläche verteilt, manchmal auch noch in einzelnen Steinschichten fest eingebettet. Die Verteilung der Blueberries im Gestein war eher gleichmäßig als rein zufällig.
Hier konnten Messungen mit dem Mößbauer-Spektrometer zeigen, dass diese hauptsächlich aus Hämatit bestehen. Auf der Erde bildet sich Hämatit meistens in Wasser. Wasser stellt hier Sauerstoffatome zur Verfügung, die sich mit den Eisenatomen im Mineral binden. Auf dem Mars ist es wahrscheinlich, dass (saures) Grundwasser Eisen gelöst hatte. Als es vermutlich durch die Sandsteinschichten der Meridiani-Ebene floss, könnte sich das Eisen abgelagert haben und diese kleinen Kügelchen entstanden sein.
Dies müsste im stehenden oder langsam fließenden Grundwasser geschehen sein, damit sich genügend Hämatit aus dem Wasser ausfällen konnte.
Die Kügelchen sind in größeren Tiefen größer als solche in höher gelegenen Schichten, was nahelegt, dass die Auswirkung des vermuteten Grundwassers mit wachsender Tiefe zunahm.

## Sulfate
Sulfate benötigten für ihre Bildung lediglich punktuell auftretende Konzentrationen von salzigem Wasser, welches zudem nicht dauerhaft über einen längeren Zeitraum auf der Planetenoberfläche aufgetreten sein muss.
Kleine Spalten und Risse bilden häufig polygonale Strukturen in den freigelegten Oberflächen der Meridiani-Gesteine. Diese Risse durchziehen auch die vorhandene Gesteinsschichtung, so dass davon ausgegangen werden kann, dass die Risse erst nach der Ablagerung entstanden sind. Wenn Sulfate austrocknen, so verlieren sie einen wesentlichen Teil ihres Volumens. Die gefundenen Spalten könnten dadurch entstanden sein, dass die Sulfatmineralien durch Wasserverlust ihr Volumen verkleinerten, als die Umgebungsbedingungen trockener wurden.

## Jarosit
Zusätzlich fand Opportunity direkt an seinem Landeplatz im Eagle-Krater das Mineral Jarosit. Wie Hämatit bildet sich Jarosit in säurehaltigem Wasser. In Jarosit hat Wasser einen Gewichtsanteil von 10 %. Das Mineral ist daher ein mineralogisches Indiz für die Existenz von Wasser auf dem Mars. Zudem legt es nahe, dass in früherer Zeit Prozesse mit säurehaltigem Wasser abgelaufen sind, die unter oxidierenden Bedingungen Jarosit entstehen ließen.
Das nebenstehende Spektrum, welches vom Mößbauer-Spektrometer erstellt wurde, zeigt eisenhaltige Jarosit-Mineralien im Gesteinsaufschluss „El Capitain“. Die beiden gelben Spitzen im Diagramm zeigen Jarosit an, welches Wasser in Form von Hydroxyl in seiner Struktur enthält. Die Daten sind ein starker Hinweis darauf, dass wassergetriebene Prozesse auf dem Mars existieren oder existiert haben.

## Spuren von aufgelösten Mineralien

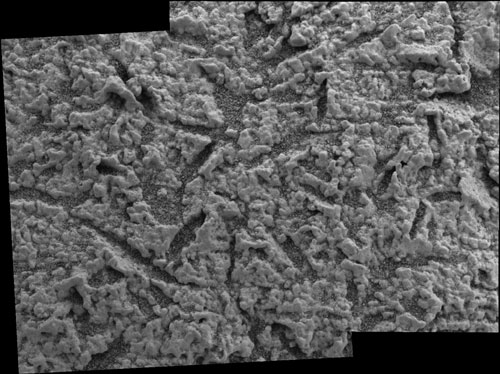
Hohlräume innerhalb des Aufschluss „El Capitain“

Bilder von Opportunitys PanCam und dem Microscopic Imager zeigen, dass der Aufschluss El Capitain übersät ist mit länglichen Hohlräumen (Vugs) von ca. 1 cm Länge und einer Breite von 1 bis 2 mm in unterschiedlichen Ausrichtungen. Die Hohlräume sind im Eagle Krater ungleichmäßig verteilt. In den Gesteinen, in denen sie auftreten, bedecken sie ca. 5 % der Oberfläche. Geologen ist dieses bestimmte Muster von Stellen bekannt, an denen sich salzhaltige Mineralien innerhalb von Steinen, die in salzigem Wasser liegen, ablagern. Wenn sich die Kristalle später wieder in nicht ganz so salzhaltigem Wasser auflösen bleiben diese Hohlräume (Drusen) zurück.

## Tonminerale

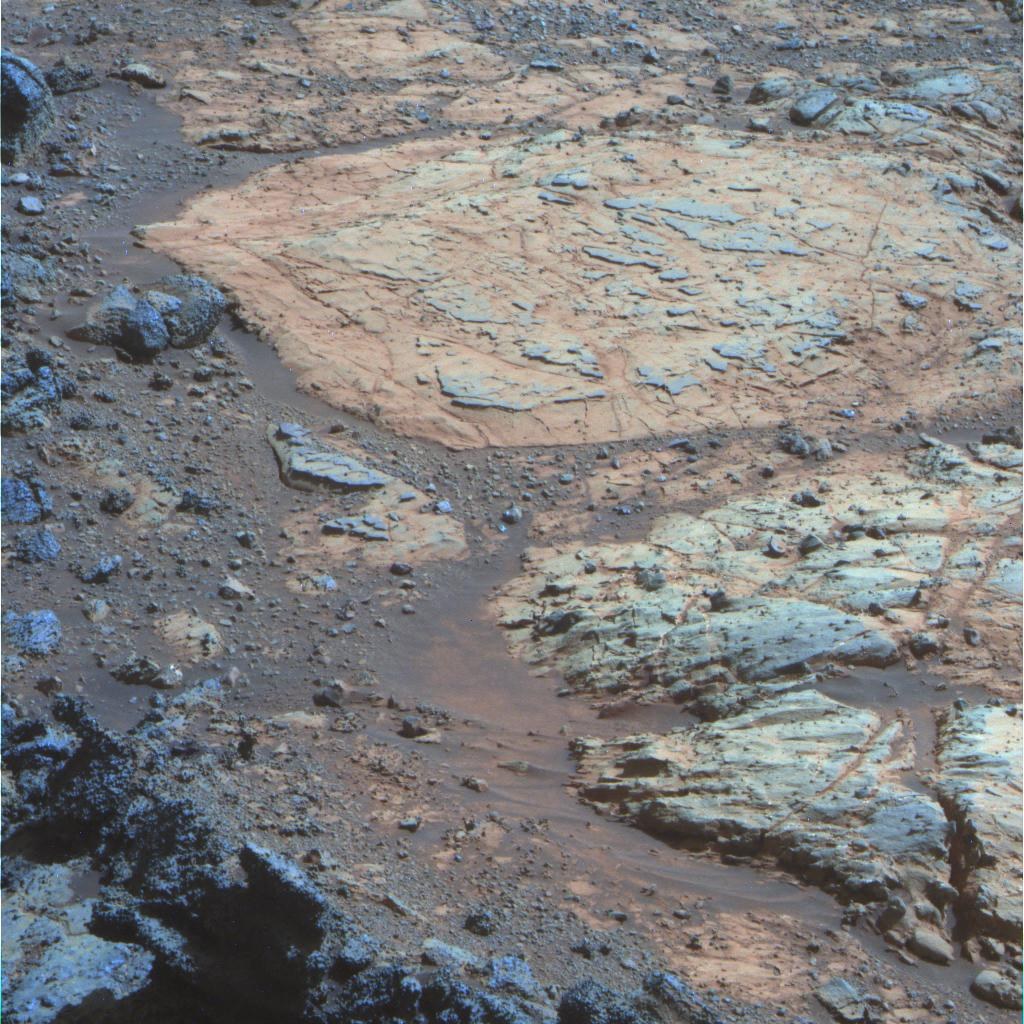
Falschfarben-Bild des Steins „Whitewater Lake“ auf dem Cape York. Es wurde an Sol 3064 (6. Sept. 2012) aufgenommen. Whitewater Lake ist der große flache Stein in der oberen Hälfte des Bildes. Er hat einen Durchmesser von ca. 80 cm. Hier wurden die bereits aus dem Orbit beobachteten Schichtsilikate (Tonmineralien) gefunden.

Am Rand des Endeavour-Kraters suchte Opportunity nach Tonmineralen, deren Signaturen sich in spektralen Aufnahmen aus dem Orbit zeigen. Die bisher gefundenen Sulfatmineralien bildeten sich vermutlich in einem Mix aus Mineralien und säurehaltigem Wasser. So eine saure Umgebung stellt eine eher schlechte Lebensgrundlage dar.
Von den Tonmineralien auf dem Mars wird jedoch angenommen, dass sie sich in pH-neutralem Wasser bildeten. Diese Entdeckung deutet auf eine zeitweise lebensfreundlichere Umgebung hin. Für die Bildung von Tonmineralen muss auf der Marsoberfläche über einen längeren Zeitraum mit Wasser interagiert haben.

## Karbonate

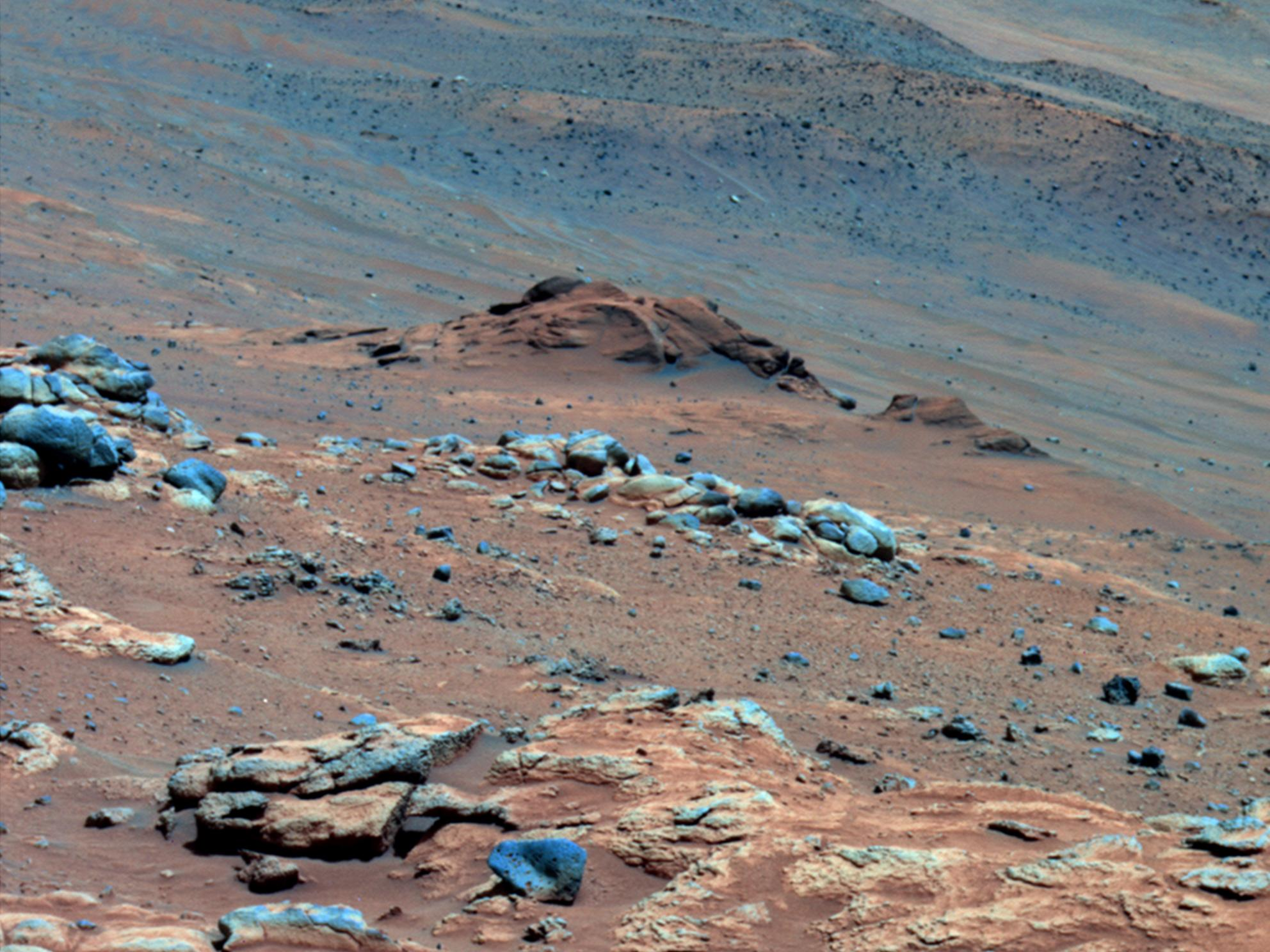
Diese Falschfarbenaufnahme des Comanche-Aufschlusses wurde von Spirit am 689. Marstag (Sol) aufgenommen. In diesem Bild ist Comanche der dunkle rötliche Hügel oberhalb in der Bildmitte.

In einem Gesteinsaufschluss namens „Comanche“, der von Spirit im Dezember 2005 untersucht wurde, wurden ebenfalls Mineralien gefunden, die sich offenbar in neutralem Wasser gebildet hatten. Spirit untersuchte dieses Gestein mit dem Mößbauer-Spektrometer, dem MiniTES und dem APXS-Spektrometer. Im Jahr 2010 konnten Wissenschaftler anhand dieser Daten zeigen, dass ein Viertel des Gesteins aus Magnesiumeisenkarbonat besteht. Diese Konzentration ist bis zu 10-mal höher als bei jedem vorher untersuchten Stein.
Karbonate entstehen unter nassen, nahezu neutralen Bedingungen, lösen sich jedoch in Säure bald wieder auf. Dieser Fund ist der erste eindeutige Hinweis der beiden Rover, dass die in früherer Zeit die Oberfläche des Mars lebensfreundlicher war als die säurehaltigen Umgebungen, die bisher gefunden wurden.
Die Karbonate im Gusev-Krater lagerten sich wahrscheinlich aus karbonathaltigen Lösungen unter hydrothermalen Bedingungen bei einem nahezu neutralen pH-Wert ab, in Verbindung mit vulkanischer Aktivität während der Noachischen Ära.
Die Entdeckung von hoher Konzentration von Karbonaten im Comanche-Aufschluss dient als Grundlage für Klimamodelle, die CO2 als Treibhausgas für einen nassen und warmen Mars einschließen und nachfolgendes Ablagern von mindestens Teilen der Atmosphäre in Karbonat-Mineralien voraussagen.

## Gips

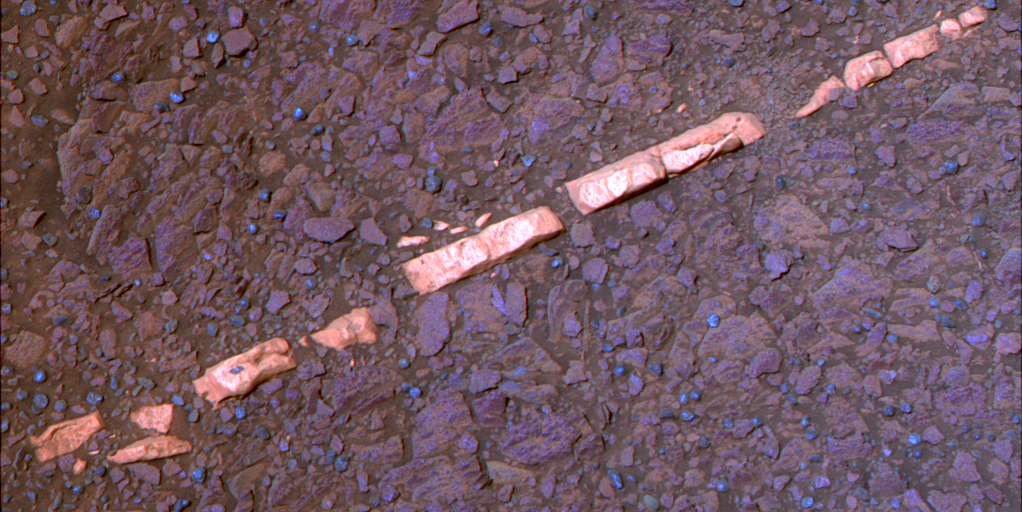
„Homestake“-Formation

Der Endeavour-Krater ist 4 Milliarden Jahre alt und hat einen Durchmesser von 22 km. Nahe dem Südende des Hügels „Cape York“ erforschte Opportunity den Odyssey-Krater. Dieser ist von einem Feld aus Felsen umgeben, die beim Einschlag ausgeworfenen wurden. Ein Fels namens „Tisdale“ wurde hier im Detail untersucht, da er Zugriff auf älteres Gestein bot. APXS-Messungen ergaben, dass hier eine der höchsten Konzentrationen von Zink auftreten, die bisher auf dem Mars gemessen wurden. Die Aufheizung des Bodens beim Einschlag, der einen Krater in der Größe des Endeavour-Kraters hervorbrachte, war offenbar ausreichend, um hydrothermale Aktivitäten zu verursachen, wenn Wasser vorhanden war. Im Stein Tisdale fand Opportunity Hinweise darauf, dass der ursprüngliche Einschlag Grundwasser aufgeheizt hatte, welches diese Zink-Anreicherung im Stein zurückgelassen hatte.
Cape York ist umgeben von einer leicht abfallenden Terrasse, die auf der westlichen Seite etwa 6 m breit ist, und rund 20 m auf der östlichen dem Endeavour-Krater zugewandten Seite. Die äußeren Teile der Terrasse auf der westlichen Seite sind freiliegende, helle dünne geschichtete Sandsteine, deren Schichtung flach in Richtung der Ebene abfällt. Diese Sandsteinschichten liegen direkt über dunkleren körnigen Sedimentgesteinen, die den inneren Rand der Terrasse bilden. Diese Anordnung wird so interpretiert, dass die „Burns“-Formation auf dem älteren Sediment-Material der „Shoemaker“-Formation aufliegt. Die inneren Ränder der Terrassen überlappen demnach die Brekzien aus dem Noachischen Zeitalter, welche die inneren Hänge des Cape Yorks bilden.
Das Gesteine der Terrassen sind in vielen Stellen durch helle lineare Venen durchzogen. Diese sind im vortretenden dunklen Sedimentmaterial auf der Innenseite der Terrassen leicht sichtbar. Sie treten jedoch auch in den hellen Aufschlüssen des Sandsteins der Burns-Formation auf. Messungen von 37 Venen ergaben eine durchschnittliche Breite von 2 cm und eine durchschnittliche sichtbare Länge von 33 cm.
Opportunity entdeckte am Rande des Cape York diese auffälligen hellen Gesteinslinien (Venen), die näher untersucht wurden. Die Vene „Homestake“ z. B. bildet eine nicht durchgehende Kante mit einer Breite von 1 bis 1,5 cm und ist ca. 50 cm lang. Sie steht ca. 1 cm über dem umgebenden Gestein. Sie scheint also resistenter gegen Erosion zu sein als das Gestein, in dem sie eingebettet ist.
Diese Venen könnten nach dem Einschlag entstanden sein, indem kälteres Wasser durch Spalten im Untergrund nahe dem Krater floss. Es hätte sich Gips abgelagert, welches sich entlang der Spalten als Venen ausbildete. Gips ist das häufigste Sulfatmineral auf der Erde und bleibt häufig als Rest übrig, wenn das Wasser verdampft ist. Diese hellen mineralischen Venen wurde zuvor nirgends auf dem Mars gefunden.

## Rippel: Versteinerter Ufersand

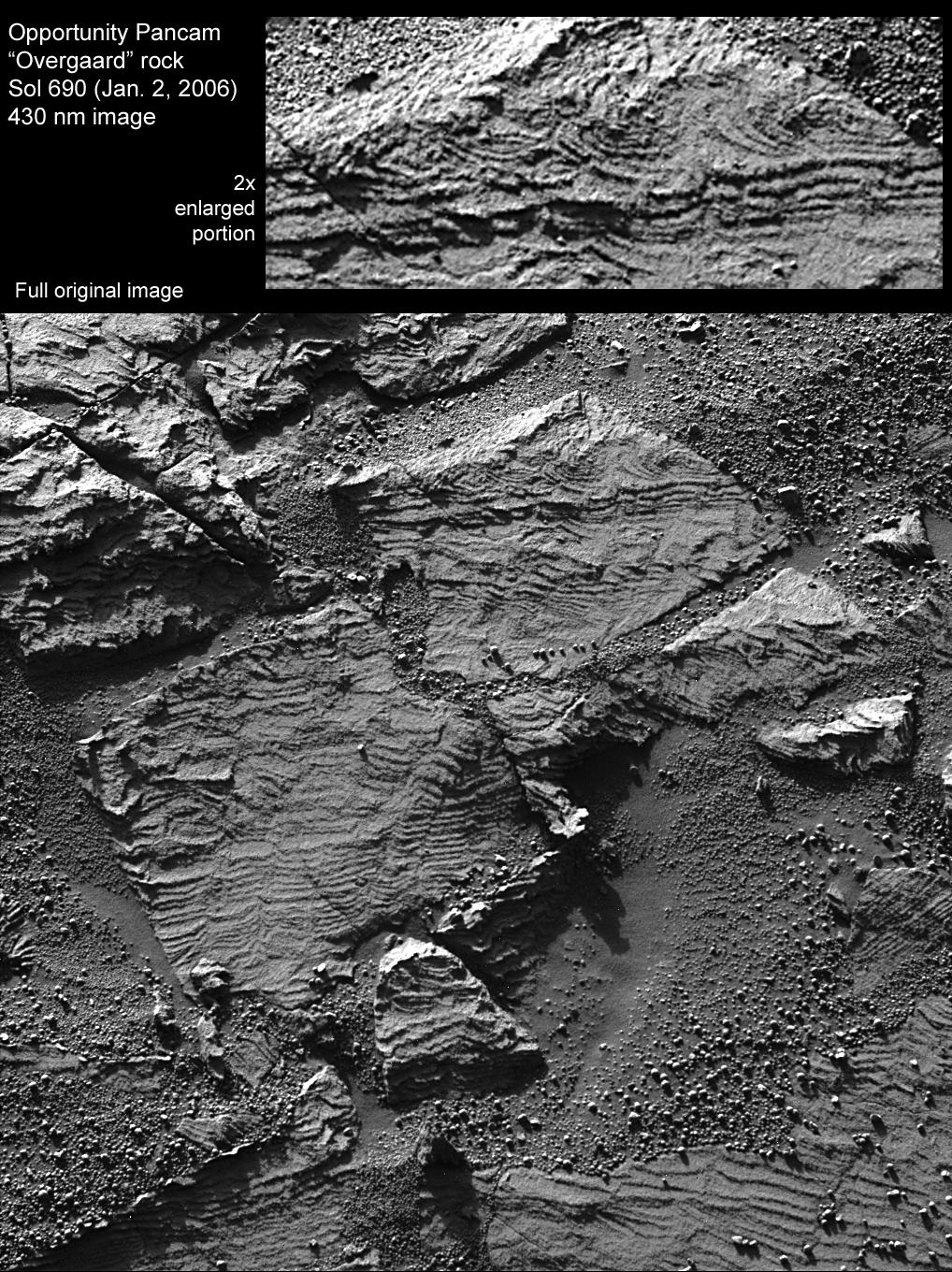
Bei dieser Aufnahme des Gesteins „Overgaard“ im Erebus-Krater zeigen sich ebenfalls rippelförmige Strukturen

In den Gesteinen im Eagle-Krater und im Erebus-Krater sind girlandenähnliche, rippelförmige Schrägschichtungen sichtbar. Diese Schichtungen mit nur einer Dicke von 8 bis 18 mm sind vermutlich das Ergebnis von fließendem Wasser. Die vorgefundene Anordnung von Schichten deutet auf Transport von Sedimenten durch Rippel unterhalb der Wasseroberfläche hin.
Es ist bekannt, dass sich solche Ablagerungen in dieser Größe nur unter Wasser und bei Strömungsgeschwindigkeiten von wenigen Dezimetern pro Sekunde bilden. Solche wellenartigen Rippelstrukturen bilden sich auf der Erde z. B. an Sandstränden. Die im Vergleich zur Erde geringere Marsgravitation hat nur einen geringen Effekt auf den Sedimenttransport und die Größe der gefundenen Strukturen.
Diese hierfür notwendigen, wahrscheinlich unkanalisierten, Wasserströmungen könnten durch die Schwerkraft des Mars angetrieben worden sein. Diese Strömungen entstanden vermutlich durch immer wiederkehrende Überflutungen der Salztonebenen, die die Meridiani-Oberfläche bedeckten.